# 波奥拉姆帕蒂
波奥拉姆帕蒂（Poolampatti），是印度泰米尔纳德邦Salem县的一个城镇。总人口9000（2001年）。

## 人口
该地2001年总人口9000人，其中男性4652人，女性4348人；0—6岁人口856人，其中男462人，女394人；识字率55.81%，其中男性为66.17%，女性为44.73%。